# Vizsga két személyre
A Vizsga két személyre (eredeti cím: Admission) 2013-ban bemutatott amerikai romantikus filmvígjáték Paul Weitz rendezésében. A film Jean Hanff Korelitz 2009-es, Admission című regényének adaptációja. A főbb szerepekben Tina Fey és Paul Rudd látható. 
2013. március 22-én mutatták be az Amerikai Egyesült Államokban és Kanadában. Magyarországon július 25-én került mozikba. 

## Cselekmény
Portia 16 éve dolgozik a New Jersey állambeli Princeton Egyetem kampuszán. Portiát mindig is puritán eszmék éltették, és elkötelezett híve volt annak a meggyőződésnek, hogy az életben minden csak akkor jár, ha azt valaki a homloka verejtékével érdemli ki. Ő foglalkozik az egyetemre való felvételek elbírálásáért. Ezt a feladatot mindig a legnagyobb felelősséggel és szakmaisággal látja el, bizonyítva, hogy különösen jól érti, hogy a jelölt valóban megérdemli-e az egyetemre való bejutást.
Egy nap egy New Hampshire-ben található kísérleti középiskolába megy, hogy kiértékeljen néhány esetet, amelyekkel kapcsolatban hamarosan döntést kell hoznia. Ebben a középiskolában találkozik egy régi ismerősével, Johnnal. Kettejük között a múltban rendkívüli barátság alakult ki, de van egy hosszú éveken át őrzött titok is. Tény, hogy Portia főiskolás évei alatt volt egy rossz kapcsolata, amelyből egy gyermek született; tudta, hogy egyetlen szülőként a gyermeknevelés lelassította volna a szakmai előmenetelét, ezért inkább az örökbe adás mellett döntött. 
John, az említett középiskola professzora szerint egyik nagyon tehetséges diákja, Jeremiah Balakian – akinek a viselkedése erősen megkérdőjelezhető – lehet, hogy az a gyermek, akit Portia annak idején örökbe adott.
Meglátva Jeremiah születési anyakönyvi kivonatát, Portia meg van győződve arról, hogy Jeremiah az ő fia. Jeremiah briliáns diák, de olyan pocsék jegyei vannak, hogy alkalmatlan lenne a Princetonra való bejutásra. 
Ez az információ nagy hatással van a nőre, aki azon kapja magát, hogy olyan dolgokat tesz, amelyek ellentétesek addigi elveivel, ugyanakkor egy gyönyörű szerelmet él át Johnnal. A nő számára, aki addig a pillanatig élete minden pillanatát a hivatásának szentelte, előbukkannak azok az érzések, amelyek nagyon sebezhetővé teszik.
Visszatérve a főiskolára, Portia addigi barátja, Mark szakít vele.
Portia manipulálja a nyilvántartást, hogy Jeremiah részt vehessen a felvételin. Ez feltűnik a felügyelőnek, aki azonnal követeli Portia elbocsátását.
Portia később megtudja, hogy technikai tévedés történt. Egy fénymásolási hiba miatt a születési anyakönyvi kivonat téves volt, és nem ő Jeremiah biológiai anyja. 
Ezután Portia elmegy az örökbefogadási ügynökséghez, hogy megtalálja a fiát. Végül levelet kap a fiától, amelyben az közli vele, hogy még nem akar találkozni vele. Ezután Portia úgy dönt, hogy Pressmannal és a nevelt fiával együtt éli tovább az életét.

## Szereplők
| Szerep            | Színész                | Magyar hang      |
| ----------------- | ---------------------- | ---------------- |
| Portia Nathan     | Tina Fey               | Pálfi Kata       |
| John Pressman     | Paul Rudd              | Széles Tamás     |
| Mark              | Michael Sheen          | Görög László     |
| Susannah          | Lily Tomlin            | Andresz Kati     |
| Clarence          | Wallace Shawn          | Cs. Németh Lajos |
| Jeremiah Balakian | Nat Wolff              | Baráth István    |
| Corinne           | Gloria Reuben          | Bognár Gyöngyvér |
| Nelson            | Travaris Spears        | Boldog Gábor     |
| Brandt            | Christopher Evan Welch |                  |
| Helen             | Sonya Walger           | Spilák Klára     |
| Yulia Karasov     | Leigha Hancock         |                  |
| James             | Dan Levy               | Molnár Levente   |

## A film készítése
A filmet Paul Weitz rendezte, aki a Egy fiúról című alkotásával vált ismertté. A történet Jean Hanff Korelitz Admission című regényén alapszik. Az egyes jeleneteket a Princeton Egyetem kampuszán és a New York állambeli Purchaseben található Manhattanville kollégiumban forgatták. Előzetese 2012. november 20-án jelent meg, majd 2013. március 22-én mutatták be az észak-amerikai mozikban. Ez volt az első nagyjátékfilm, amely RushTera technikát használt az utómunkálatokhoz.

## Fordítás
- Ez a szócikk részben vagy egészben  az   Admission (film) című angol Wikipédia-szócikk fordításán alapul.  Az eredeti cikk szerkesztőit annak laptörténete sorolja fel. Ez a jelzés csupán a megfogalmazás eredetét és a szerzői jogokat jelzi, nem szolgál a cikkben szereplő információk forrásmegjelöléseként.
- Ez a szócikk részben vagy egészben  az   Admission - Matricole dentro o fuori című olasz Wikipédia-szócikk fordításán alapul.  Az eredeti cikk szerkesztőit annak laptörténete sorolja fel. Ez a jelzés csupán a megfogalmazás eredetét és a szerzői jogokat jelzi, nem szolgál a cikkben szereplő információk forrásmegjelöléseként.
- Ez a szócikk részben vagy egészben  a   Zugelassen – Gib der Liebe eine Chance című német Wikipédia-szócikk fordításán alapul.  Az eredeti cikk szerkesztőit annak laptörténete sorolja fel. Ez a jelzés csupán a megfogalmazás eredetét és a szerzői jogokat jelzi, nem szolgál a cikkben szereplő információk forrásmegjelöléseként.